# Typhlodromus haiastanius
Typhlodromus haiastanius är en spindeldjursart som först beskrevs av Arutunjan 1977.  Typhlodromus haiastanius ingår i släktet Typhlodromus och familjen Phytoseiidae. Inga underarter finns listade i Catalogue of Life.